# Менсфілд Сміт-Каммінґ
Менсфілд Сміт-Каммінґ (1 квітня 1859 — 14 червня 1923) — британський морський офіцер і перший директор Секретної розвідувальної служби (SIS).

## Походження
Менсфілд був праправнуком відомого купця Джона Сміта, директора Компанії Південних морів та Британської Ост-Індійської компанії, другого сина Абеля Сміта (пом. 1756), банкіра із Ноттінгема, який заснував банківську династію та чий бізнес набагато пізніше перетворився на National Westminster Bank, нині один із найбільших банків Великої Британії.

## Початок морської кар'єри
Сміт з дванадцяти років пішов до Королівського флоту, пройшов навчання в Дартмуті і був призначений виконуючим обов'язки підлейтенанта в 1878. Менсфілд був відправлений на корабель «HMS Bellerophon» в 1877 і протягом наступних семи років брав участь в операціях проти малазійських піратів (протягом 1875–1876) і в Єгипті в 1883. Однак він все частіше страждав від морської хвороби, і в 1885 був занесений до відставного списку як «непридатний до служби». До того, як його призначили керувати Бюро секретної служби (SSB), Сміт працював над захистом стріли в Берследоні на річці Гамбл.
Менсфілд додав прізвище Каммінґ після одруження в 1889 з Леслі Меріан Валіант-Каммінґ, спадкоємицею Лоґі поблизу Форреса в графстві Морей.

## Голова SIS

### До 1914 року
У 1909 майор (згодом полковник) Вернон Келл став директором нового Бюро секретної служби, створеної у відповідь на зростаючу громадську думку про те, що всі німці, які живуть у Великій Британії, були шпигунами.
У 1911 різні організації безпеки були реорганізовані під Бюро, відділ Келла став Головною секцією, а Каммінґа — новою Іноземною секцією, відповідальною за всі операції за межами Британії. Протягом наступних кількох років він став відомий як «С», після того, як іноді підписувався буквою «С», яка врешті-решт була написана зеленим чорнилом. Ця звичка стала звичкою для пізніших директорів, хоча «C» тепер означає «Начальник». Ян Флемінг взяв ці аспекти для створення образу голови служби SIS на ім'я «М» у романах про Джеймса Бонда.
У 1914 Сміт потрапив у серйозну ДТП у Франції, в якій загинув його син. Легенда свідчить, що для того, аби вибратися з авто після аварії, він був змушений ампутувати собі ногу за допомогою ручного ножа. Проте лікарняні записи показують, що хоча обидві ноги були зламані, ліву стопу ампутували лише на наступний день після аварії. Пізніше він часто розповідав всілякі фантастичні історії про те, як втратив ногу і шокував людей, перериваючи зустрічі в своєму офісі, раптово заколюючи свою штучну ногу ножем, відкривачкою для листів або авторучкою.
Бюджети організації були сильно обмежені до Першої світової війни, і Каммінґ почав сильно покладатися на Сідні Райлі (він же Туз шпигунів), секретного агента сумнівної правдивості, який базувався у Санкт-Петербурзі.

### Перша світова війна
На початку війни Сміт співпрацював з Верноном Келлом та Бейзілом Томсоном із спеціального відділу, щоб заарештувати двадцять двох німецьких шпигунів у Великій Британії. Одинадцять з них були страчені, а також Роджер Кейсмент, визнаний винним у державній зраді в 1916. Під час війни офіси були перейменовані. Домашній відділ став називатися MI5 або Службою безпеки, тоді як Закордонний відділ Каммінґа став MI6 або Секретною службою розвідки. Серед агентів, які працювали на МІ6 під час війни, були Огастус Агар, Пол Дьюкс, Джон Бакен, Комптон Макензі та Сомерсет Моем.
Коли SSB виявив, що сперма створює хороші невидимі чорнила, його агенти взяли девіз «Кожен чоловік має стилос». Однак використання сперми як невидимого чорнила було припинено через запах, який вона виробляла для кінцевого приймача. Це також підняло питання щодо звичок мастурбації агентів.

### Ірландія
У січні 1919 Урядовий комітет з розвідки вирішив скоротити бюджет і штат Келла, і підпорядкувати МІ5 новому Управлінню цивільної розвідки міністерства внутрішніх справ, очолюваному Безілом Томсоном зі спеціального відділення. Потужне партнерство МІ5 та Спеціального відділу керувало контррозвідкою та підривними підрозділами під час війни, але це було раптово втрачено. Ці бюрократичні інтриги відбулися саме в той момент, коли ірландська партія, утримувана Шинном Фейном та Ірландська республіканська армія (ІРА) розпочали власну кампанію за незалежність.
Каммінґ і SIS (тоді MI1(c)) організували в Ірландії новий шпигунський підрозділ у середині 1920 під назвою «Особливий відділ Дубліна». Він складався з близько 20 лінійних офіцерів, набраних із регулярної армії та підготовлених у відділі Каммінґа в Лондоні. Каммінґ також почав імпортувати в Ірландію деяких своїх ветеранів-офіцерів з Єгипту, Палестини та Індію, тоді як Базіл Томсон організував спеціальний підрозділ, що складався з 60-ти ірландських вуличних агентів, яким керували зі Скотланд-Ярду в Лондоні.
У неділю, 21 листопада 1920 штаб-квартира розвідки ІРА та її спеціальний відділ контррозвідки під керівництвом Майкла Коллінза вбили 14 офіцерів справи Каммінґа. Того ранку багато агентів втекли від страти ІРА, але Вайтголл побоювався, що буде ідентифіковано ще більше його професійних агентів, яких спіткатиме та ж доля; це призвело до поспішного виведення більшості агентів SIS з Ірландії протягом наступних днів. Меморіальна дошка, присвячена Сміту-Каммінґу, була відкрита 30 березня 2015 в штаб-квартирі SIS за адресою 2 Whitehall Court.

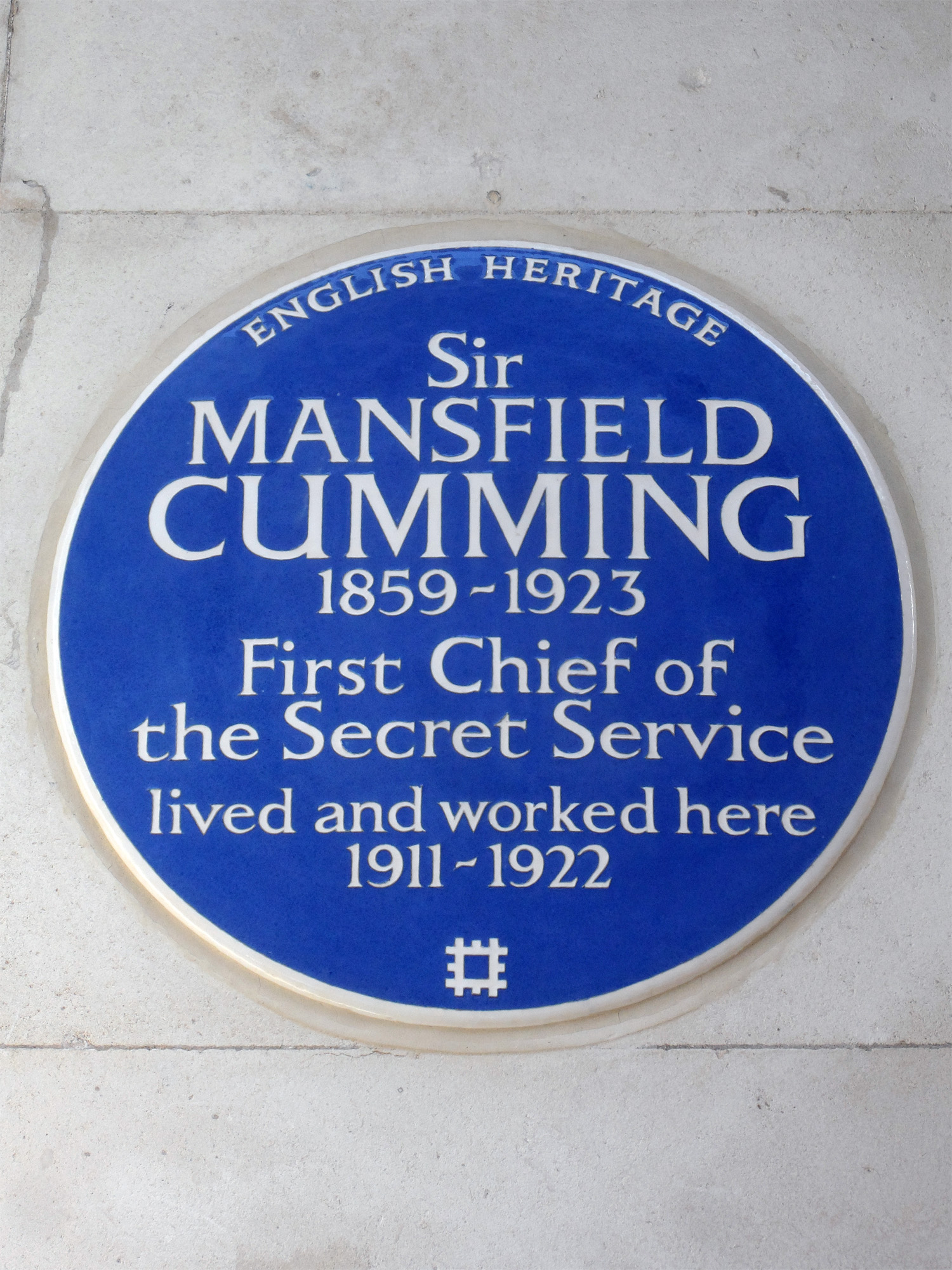
Блакитна дошка англійської спадщини, присвячена Мансфілду Каммінґу за адресою 2 Whitehall Court, Лондон SW1A 2EJ

## Сміт-Каммінґ в масовій культурі
- Постать Каммінґа стала основою для образу вигаданого голови SIS на ім'я Контрол у шпигунському романі Джона Ле Карре «Шпигун, який прийшов з холоду» та інших романах. У версії фільму Ле Карре Tinker Tailor Soldier Spy Контрол підписує своє ім'я як «C», використовуючи зелене чорнило, як Каммінґ робив у реальному житті[18].
- Каммінґ також став основою для вигаданого голови SIS в романах Яна Флемінга про Джеймса Бонда. Флемінг вирішив назвати свого керівника «М» від імені Каммінґа –Менсфілд[19].
- У телесеріалі «Reilly, Ace of Spies» його зіграв Норман Родвей[20].
- Його зіграв Джос Екленд у телесеріалі «Ashenden» на BBC1 у 1991[21].
- Його згадували в телевізійній сатирі Comedy Central, Colbert Report 11 жовтня 2010[22].